# Любен (Силістринська область)
Лю́бен (болг. Любен) — село в Силістринській області Болгарії. Входить до складу общини Ситово.

## Населення
За даними перепису населення 2011 року у селі проживала 641 особа.
Національний склад населення села:
| Національність   | Кількість осіб | Відсоток |
| ---------------- | -------------- | -------- |
| турки            | 342            | 53,4%    |
| цигани           | 175            | 27,3%    |
| болгари          | 3              | 0,5%     |
| інша             | 120            | 18,8%    |
| не визначились   | 0              | 0%       |
| Всього відповіли | 640            |          |

Розподіл населення за віком у 2011 році:
Динаміка населення: